# Пэйган Мин
Пэйган Мин (англ. Pagan Min) — вымышленный персонаж из франшизы видеоигр Far Cry от Ubisoft. Впервые он появляется в качестве центрального антагониста игры Far Cry 4 2014 г., широко фигурируя в рекламных материалах игры. В Far Cry 4 он является узурпировавшим престол после затяжной серии гражданских войн в гималайской стране Кират. Как самопровозглашенный король Кирата, Мин противостоит борющимся за освобождение Кирата повстанцам из Золотого пути. Персонаж снова появлялся в загружаемом контенте (DLC) для Far Cry 6 2021 г., а также в связанном с ним комиксе Far Cry: Rite of Passage.
Подобно Ваасу Монтенегро, одному из главных злодеев Far Cry 3, сюжетная линия Пэйгана Мина в повествовании Far Cry 4 была написана, чтобы побудить игроков задуматься о пути, по которому их ведут совершённые поступки, а также об их последствиях. Однако, в отличие от Вааса, Мин представляет себя красноречивым и утончённым человеком. Роль исполнил американский актёр Трой Бейкер. Прослушивание Бейкера на роль Пэйгана Мина, где он в импровизированном диалоге, жестоко угрожая члену команды прослушивания, как если бы он был другим игровым персонажем, настолько впечатлило команду разработчиков, что на этом основании он был нанят на эту роль. Бейкеру была предоставлена значительная творческая свобода для развития личности Мина.
Первоначально персонаж вызвал споры и обвинения в расистских образах после обнародования обложки игры в середине 2014 года, на которой светлокожий Пэйган Мин кладет руку на темнокожего человека. Персонаж получил в целом положительные отзывы после выхода Far Cry 4, критики хвалили Мина как запоминающегося антагониста и неотъемлемый элемент идентичности франшизы Far Cry с упором на злодейских персонажей.

## Персонаж
Пэйган Мин представлен как уверенный в себе и внешне очаровательный персонаж, который также дерзок и склонен к вспышкам насилия.
Согласно предыстории персонажа, Пэйган Мин не является его родным именем: изначально сын криминального авторитета среднего звена, занимающегося торговлей наркотиками из Гонконга, носил имя Гао. Мин работал на своего отца, но потом между ними разразился конфликт: амбициозный юноша начал возмущаться своим отцом, а также его современниками как «динозаврами» или устаревшими пережитками прошлого, в то же время подвергавшись остракизму со стороны своего отца из-за яркой натуры и смешанного происхождения, что является источником позора для преступной элиты города-государства.
По словам сценариста Far Cry 4 Марка Томпсона, Мин взял имя исторического бирманского короля XIX в., после смерти своего отца, потому что не хотел говорить, что убил собственного отца, а назвал себя в честь сделавшего такой же поступок человека. Мин изменил произношение на западное, чтобы заявить о своей уникальности. Затем он взял на себя управление скромным состоянием своей семьи, чтобы приобрести значительные активы и собрать небольшую частную армию, чтобы захватить власть и господство в крупнейшем регионе мира по производству опиума, Золотом треугольнике, расположенном между Мьянмой, Лаосом и Таиландом. Союзники его отца попытались убить Мина, вынудив его бежать в занятый гражданской войной Кират и искать там убежища. Движимый манией величия и высокомерием, 21-летний Пэйган Мин участвовал в вооружённом конфликте, полагая, что он может спасти страну от её статуса несостоявшегося государства, и в конечном итоге узурпировал трон Кирата. Он правит Киратом с помощью «ядовитой смеси личного обаяния, безжалостной пропаганды, криминального спонсорства и жестокости». Пэйган Мин постоянно носит яркий костюм, который по-разному описывается как розовый или пурпурный, как дань уважения его неназванной матери, которая была британской экспатрианткой в Гонконге.

## Появление

### Far Cry 4
Пэйган Мин впервые появляется в первые минуты Far Cry 4, когда он прибывает на вертолете, чтобы поприветствовать приехавшего на автобусе в Кират главного героя Аджая Гейла. Обнаружив, что его люди задержали и расстреляли автобус из-за оказавшихся там повстанцев Золотого Пути, Мин ругает отдавшего приказ командира, и жестоко убивает его шариковой ручкой. Затем он почти мгновенно улыбается, чтобы сделать селфи с Аджаем, которого он называет своим «почетным гостем» и приводит в свой дворец, чтобы отведать крабового рангуна. Во время ужина Мин сообщает, что слышал новости о прибытии Аджая и приказал своим солдатам остановить автобус, чтобы он мог встретиться с ним лично, но не ожидал, что Аджая задержат и будут преследовать. Затем Мин с энтузиазмом рассказывает об Ишвари, покойной матери Аджая, которую Мин знал лично и чей прах Аджай несет в урне. После пыток задержанного повстанца, который также присутствует за столом, Мин по просьбе подчинённого внезапно уходит с целью разобраться с силами повстанцев, перед уходом прося Аджая подождать его за столом. Если игрок останется ждать, игра закончится тем, что Аджай насладится мирной трапезой с Мином. В противном случае Аджай сбегает из дворца и вступает в «Золотой путь».
Пэйган Мин изображается вездесущим в игровом мире Far Cry 4, но не появляющимся лично: монологи в громкоговорителях или плакаты по всему Кирату. Королевскую армию возглавляет его заместитель Юма. Речи Мина постепенно раскрывают, кто он и откуда, а также историю Кирата и то, почему Аджай находится в стране. Во время одной миссии Аджай убивает Мина, но позже выясняется, что убитый был двойником правителя. К концу повествования выбор игрока в роли Аджая определяет будущее Кирата и, в частности, выживет ли Мин или же умрёт.

### Far Cry 6
Пэйган Мин впервые появляется в качестве игрового персонажа в DLC Pagan: Control для Far Cry 6 2021 года, которое было выпущено 11 января 2022 года Игра начинается во сне, где Мин ужинает со своей возлюбленной Ишвари Гейл и её детьми Аджаем и Лакшманой. Появляется призрак Мина, прозванного «Тираном», который убивает Лакшману, а затем стреляет в Мина. Он просыпается позже и следует за голосом Лакшманы, который ведет его обратно к семье Гейлов, когда он изучает свои прошлые воспоминания, пытаясь скрыть свои ошибки, собирая части маски и сражаясь с призраками Тирана, Юмы Лау, Аджая и его отца Мохана, а также солдатами Золотого Пути. В конце концов он воссоединяется с семьей Гейлов, но Тиран совершает последнюю атаку, заставляя Мина защищать их. В конце концов, Лакшмана убеждает Мина оставить сон и смириться с её смертью и смертью Ишвари. После этого играет аудиозапись Пэйгана, в которой он рассказывает Аджаю, что вложил ресурсы Кирата в запас ядерного оружия в отместку за вмешательство США в его дела, добавив, что ракеты упадут «где-то в районе Монтаны». Теперь, когда Мин ушел из Кирата, он приказывает Аджаю использовать оружие по своему усмотрению.